# Stefan Marinovic
Stefan Tone Marinović (Auckland, 1991. október 7. –) új-zélandi válogatott labdarúgó, aki jelenleg az SpVgg Unterhaching játékosa.
Bekerült a 2011-es U20-as labdarúgó-világbajnokságon, a 2011-es U20-as óceániai-bajnokságon, a 2016-os OFC-nemzetek kupáján és a 2017-es konföderációs kupán részt vevő keretbe.

## Statisztika
| Válogatott | Szezon   | Mérkőzés | Gól |
| ---------- | -------- | -------- | --- |
| Új-Zéland  | 2015     | 3        | 0   |
| Új-Zéland  | 2016     | 9        | 0   |
| Új-Zéland  | 2017     | 7        | 0   |
| Összesen   | Összesen | 19       | 0   |

## Sikerei, díjai
- Új-Zéland U20
  - U20-as OFC-bajnokság: 2011

- Új-Zéland
  - OFC-nemzetek kupája: 2016